# Franz Birkfellner
Franz Birkfellner (* 20. November 1976 in St. Pölten) ist ein österreichischer Judoka.

## Biografie
Franz Birkfellner begann seine Karriere beim Judozentrum Innsbruck. Nach seinem zweiten Rang bei den Österreichischen Meisterschaften 1997 gewann er 1998 seinen ersten Titel in der Allgemeinen Klasse. Im Jahr 2000 feierte er seinen größten Erfolg mit den dritten Rang bei den Europameisterschaften und der Teilnahme an den Olympischen Spielen in Sydney. 2007 belegte er mit einem siebten Rang seine beste Platzierung bei Weltmeisterschaften in Rio de Janeiro. Mittlerweile hat er achtmal die Österreichische Meisterschaft gewonnen und schaffte vier Siege bei Weltcupturnieren.

## Erfolge
Folgende Erfolge konnte Birkfellner jeweils in der 100-kg-Gewichtsklasse erreichen:
- 1. Rang Weltcup Sofia 2001
- 1. Rang Weltcup Leonding 2001
- 1. Rang Weltcup Sofia 2002
- 2. Rang Weltcup Moskau 2003
- 2. Rang Weltcup Wien 2006
- 3. Rang Weltcup Rom 1998
- 3. Rang Weltcup Leonding 2002
- 3. Rang Militärweltmeisterschaften 2002
- 3. Rang Militärweltmeisterschaften 2004
- 3. Rang Weltcup Hamburg 2006

- achtfacher österreichischer Meister